# フランシス・ブラウン (第4代キルメイン男爵)
第4代キルメイン男爵フランシス・ウィリアム・ブラウン（英語: Francis William Browne, 4th Baron Kilmaine、1843年3月24日 – 1907年11月9日）は、アイルランド貴族。保守党に属し、1890年から1907年までアイルランド貴族代表議員を務めた。

## 生涯
第3代キルメイン男爵ジョン・キャヴェンディッシュ・ブラウンと2人目の妻メアリー（Mary、旧姓ロウ（Law）、1816年1月21日 – 1888年4月23日、チャールズ・ユワン・ロウ閣下の娘）の息子として、1843年3月24日にロンドンで生まれ、同地で洗礼を受けた。ダブリン大学トリニティ・カレッジで教育を受けた。
1870年、ウェストミーズ県長官を務めた。
1883年時点でメイヨー県に11,564エーカー、ウェストミーズ県に2,122エーカー、ロスコモン県に979エーカーの領地を所有し、合計で年収7,499ポンドに相当した。
1890年2月にアイルランド貴族代表議員に選出され、1907年に死去するまで務めた。
冬をポーで過ごすことが多かった。
晩年に神経衰弱をおこし、1907年11月9日にパリで飛び降り自殺して死亡、ポーのイギリス人墓地に埋葬された。一人息子ジョン・エドワード・ディーンが爵位を継承した。

## 家族
1877年6月6日、アリス・エミリー・シュート（Alice Emily Shute、1925年2月7日没、ディーン・クリスチャン・シュート大佐の娘）と結婚、1男をもうけた。
- ジョン・エドワード・ディーン（英語版）（1878年3月18日 – 1946年8月27日） - 第5代キルメイン男爵[1][3]